# Championnat de Lettonie de football 1994
Navigation
Saison précédente Saison suivante
La saison 1994 du Championnat de Lettonie de football était la 4e édition de la première division lettone. La Virsliga regroupe les 12 meilleurs clubs lettons au sein d'une poule unique qui s'affrontent en matchs aller et retour. En fin de saison, les deux derniers du classement sont relégués mais il n'y a pas de promotion afin de faire repasser le championnat de 12 à 10 clubs.
C'est le Skonto Riga, triple champion de Lettonie en titre, qui termine une nouvelle fois en tête de la poule. C'est le 4e titre de champion de Lettonie de son histoire.

## Les 12 clubs participants
| - Skonto Riga - RAF Jelgava - FK DAG Riga - Pārdaugava Riga - Olimpija Riga - FK Liepaja | - FK Interskonto - Promu de D2 - FK Vairogs - FK Vidus Riga - FK Auseklis Daugavpils - Baltmet Daugavpils - Promu de D2 - FK Gemma Riga - Promu de D2 |

## Compétition
Le barème de points servant à établir le classement se décompose ainsi :
- Victoire : 2 points
- Match nul : 1 point
- Défaite : 0 point

### Classement
| Rang | Équipe          | Pts | J  | G  | N  | P  | Bp | Bc | Diff |
| ---- | --------------- | --- | -- | -- | -- | -- | -- | -- | ---- |
| 1    | Skonto RigaT    | 42  | 22 | 20 | 2  | 0  | 76 | 9  | +67  |
| 2    | RAF Jelgava     | 33  | 22 | 13 | 7  | 2  | 38 | 11 | +27  |
| 3    | FK DAG          | 29  | 22 | 11 | 7  | 4  | 34 | 16 | +18  |
| 4    | Olimpija RīgaC  | 28  | 22 | 10 | 8  | 4  | 32 | 19 | +13  |
| 5    | FK Vairogs      | 24  | 22 | 9  | 6  | 7  | 28 | 27 | +1   |
| 6    | Pārdaugava Riga | 22  | 22 | 6  | 10 | 6  | 24 | 24 | 0    |
| 7    | FK Vidus        | 21  | 22 | 8  | 5  | 9  | 21 | 34 | -13  |
| 8    | FK InterskontoP | 17  | 22 | 5  | 7  | 10 | 17 | 27 | -10  |
| 9    | FK Auseklis     | 17  | 22 | 5  | 7  | 10 | 26 | 29 | -3   |
| 10   | FK Gemma RigaP  | 14  | 22 | 4  | 6  | 12 | 18 | 45 | -27  |
| 11   | FK Liepaja      | 9   | 22 | 2  | 5  | 15 | 16 | 46 | -30  |
| 12   | FK ĶīmiķisP     | 8   | 22 | 1  | 6  | 15 | 10 | 53 | -43  |

|  | Qualification pour la Ligue des champions 1995-1996                                |
|  | Qualification pour la Coupe des coupes 1995-1996                                   |
|  | Relégation en deuxième division                                                    |
|  | T : Tenant du titre C : Vainqueur de la Coupe de Lettonie P : Promu de 2e division |

## Bilan de la saison
| Championnat de Lettonie de football 1994 |                                  |
| Champion                                 | Skonto Riga (4e titre)           |
| Coupes et trophées                       |                                  |
| Vainqueur de la Coupe de Lettonie 1994   | Olimpija Riga                    |
| Qualifications continentales             |                                  |
| Ligue des champions 1995-1996            | Skonto Riga                      |
| Coupe des coupes 1995-1996               | Olimpija Riga                    |
| Promotions et relégations                |                                  |
| Promus en Virsliga                       | Aucun (passage de 12 à 10 clubs) |
| Relégués en Latvian First League         | FK Liepaja                       |
| Relégués en Latvian First League         | FK Kimikis                       |